# اسکات مک‌کورد
اسکات مک‌کورد (به انگلیسی: Scott McCord) (زاده ۱۹ آوریل ۱۹۷۱) بازیگر کانادایی است.
از فیلم‌های معروف او می‌توان به بازی در فیلم بلوک ۱۶ اشاره کرد.